# Primärkosten
Primärkosten (auch primäre oder einfache Kosten) sind in der Betriebswirtschaftslehre eine Kostenkategorie der Kostenrechnung, die aus dem unmittelbaren Verbrauch von Produktionsfaktoren entstehen. Pendant sind die Sekundärkosten.

## Allgemeines
Primär- und Sekundärkosten sind keine Kostenarten, sondern so genannte Kostenkategorien. Beide unterscheiden sich durch die Herkunft der Produktionsfaktoren vom Beschaffungsmarkt außerhalb des Unternehmens (Primärkosten) oder aus dem Unternehmen selbst (Sekundärkosten).
Erst die den Primär- und Sekundärkosten zugeordneten Kosten sind Kostenarten. Die Primärkosten stehen in direktem Zusammenhang mit den Produktionsfaktoren. Primärkosten sind ursprüngliche Kosten, so wie sie in der Finanzbuchhaltung gebucht und von dort in die Kostenrechnung übernommen werden. In der Volkswirtschaftslehre heißt das entsprechende Aggregat Faktorkosten. 

## Arten
Primärkosten resultieren aus dem Verbrauch jener Güter und Dienstleistungen, die ein Unternehmen auf dem Faktormarkt bezieht.
| Produktionsfaktor | Primärkosten                           | Kostenarten                                                                                  |
| ----------------- | -------------------------------------- | -------------------------------------------------------------------------------------------- |
| Arbeit            | Arbeitskosten                          | Personalkosten, betriebliche Sozialleistungen                                                |
| Betriebsmittel    | Betriebsmittelkosten                   | Materialkosten, Mietkosten, Leasinggebühren, Fuhrparkkosten                                  |
| Werkstoffe        | Werkstoffkosten                        | Rohstoff-, Hilfsstoff- und Betriebsstoffkosten                                               |
| Kapital           | Finanzierungskosten                    | Bankgebühren, Kapitalkosten, Kreditzinsen, Wagniskosten                                      |
| Dienstleistungen  | Dienstleistungskosten (Fremdfertigung) | Fremdleistungskosten, Informationskosten (Postgebühren, Telefonkosten), Versicherungsprämien |

Dienstleistungskosten sind entweder Primärkosten oder Sekundärkosten. Die im Rahmen der Fremdfertigung erworbenen Dienstleistungen gehören zu den Primärkosten.
Primärkosten stammen somit stets aus Geschäftsvorgängen, die in der Finanzbuchhaltung gebucht werden. Dies können sein:
- eine Rechnung wird verbucht mit Kontierung z. B. auf einer Kostenstelle (Primärkosten auf der Kostenstelle).
- Im Produktionsprozess werden für einen Fertigungsauftrag Halbfabrikate bezogen. In der Finanzbuchhaltung wird ein Warenausgang verbucht mit Zusatzkontierung auf dem Fertigungsauftrag (Primärkosten auf dem Kostenträger).
- Die Wertminderung der Fertigungsanlagen wird kalkulatorisch abgeschrieben und den Fertigungskostenstellen belastet.

In allen Fällen stammt der in Anspruch genommene Produktionsfaktor nicht aus dem Unternehmen selbst.

## Beispiel
Wird Energie von außerhalb durch ein Energieversorgungsunternehmen bezogen, gehören die Energiekosten zu den Primärkosten. Wird dagegen der Strom selbst erzeugt, handelt es sich um Sekundärkosten.

## Abgrenzung
Im Gegensatz zu den Primärkosten stehen die Sekundärkosten, welche durch innerbetriebliche Leistungsverrechnung oder Umlagen entstehen, d. h. durch Weiterverrechnung aus Hilfskostenstellen.